# 中塚昌尚
中塚 昌尚（なかつか まさなお、1959年6月9日 - 没年月日不明）は、広島県竹原市出身の元プロ野球選手（外野手）。

## 来歴・人物
1977年のドラフトで南海ホークスに3位入団。一軍出場の無いまま、1980年に引退。
詳細は不明だが、既に亡くなっている。

## 詳細情報

### 年度別打撃成績
- 一軍公式戦出場なし

### 背番号
- 37 （1978年 - 1980年）